# Mysletín
Mysletín település Csehországban, a Pelhřimovi járásban. Mysletín Dudín, Mladé Bříště, Staré Bříště, Zachotín és Ústí településekkel határos. Lakosainak száma 119 fő (2024. január 1.).

## Népesség
A település lakosságának változását az alábbi diagram mutatja:
| Lakosok száma | 289  | 239  | 220  | 101  | 102  | 108  | 125  | 123  | 113  | 119  |
|               | 1869 | 1900 | 1921 | 1961 | 1980 | 2011 | 2016 | 2019 | 2021 | 2024 |